# کلمبیا (کالیفرنیا)
کلمبیا (به انگلیسی: Columbia) یک منطقهٔ مسکونی در ایالات متحده آمریکا است که در شهرستان توآلومی، کالیفرنیا واقع شده‌است. کلمبیا ۱۵٫۴۸۷ کیلومتر مربع مساحت و ۲٬۲۹۷ نفر جمعیت دارد و ۶۵۲ متر بالاتر از سطح دریا واقع شده‌است.